# Норрланд

Регион Норрланд

Норрланд (швед. Norrland) — исторический регион в северной Швеции. На юге граничит с регионом Свеаланд. Раньше термин относился ко всем северным землям вдоль Ботнического залива, включая север Финляндии, сейчас же обычно относится только к северным провинциям Швеции, занимая около 60 % территории страны. С другой стороны, провинции Емтланд и Херьедален, относимые сейчас к Норрланду, ранее принадлежали Норвегии и не считались норрландскими.
Современная Швеция административно разделена на лены, а не на регионы и провинции, поэтому сейчас понятие Норрланд имеет только историческое и культурное значение.

## Провинции Норрланда
Норрланд состоит из девяти исторических провинций (ландскапов):
| - Вестерботтен - Естрикланд - Емтланд - Лаппланд - Медельпад - Онгерманланд - Хельсингланд - Херьедален - Норрботтен | Вестерботтен · Естрикланд · Емтланд · Лаппланд · Медельпад · Онгерманланд · Хельсингланд · Херьедален · Норрботтен |